# Wilhelm von Rappard
Wilhelm von Rappard (* Mai 1788 in Hamm, Westfalen; † 30. Juli 1827 in Torgau, Provinz Sachsen) war ein königlich-preußischer Oberstleutnant und Landrat.

## Leben
Er stammte aus der 1791 geadelten, kleve-märkischen Familie Rappard. Der Vater Friedrich Wilhelm Berthold von Rappard (1748–1833) war 1820–30 erster Chefpräsident des Oberlandesgerichtes in Hamm, erhielt 1790 den Reichs- und pfalzbayr. Ritterstand mit Edler von; ein Jahr darauf den preuß. Adelsstand. Die Mutter war die bürgerliche Wilhelmine Asbeck (1757–1824). Die Familie hatte 15 Kinder. Franz von Krane-Matena war über seine älteste Schwester Henriette sein Neffe.
Seinen Unterricht erhielt er in seinem Elternhaus. Da er schon früh Neigungen zum Soldatenberuf zeigte, trat er bereits im Alter von 13 Jahren 1801 als Junker in die preußische Armee ein. Im Jahr 1806 wurde er zum Fähnrich befördert. Bereits ein Jahr später war er Sekondeleutnant und nahm am Krieg von 1806 teil. Im Jahr 1813 kam er zur Adjutantur im schlesischen Schützenbataillon. Dort wurde er zunächst zum Premierleutnant und dann zum Kapitän ernannt. Rappard nahm an den Feldzügen zwischen 1813 und 1815 teil. Er zeichnete sich unter anderem in der Schlacht bei Bautzen und der Völkerschlacht bei Leipzig aus.
Im Jahr 1815 wurde er in das preußische Kriegsministerium versetzt, wo er – seit 14. April 1818 Major – 1819 Mitglied des ersten Departements wurde. Ein Jahr später wechselte er zum Grenadierregiment Kaiser Franz. Später wurde er zum Bataillonskommandanten im 20. Linieninfanterieregiment (in Torgau) ernannt. Im Range eines Oberstleutnants verließ er 1825 den aktiven Militärdienst und wurde als Landrat des Kreises Torgau im Regierungsbezirk Merseburg der Provinz Sachsen angestellt, starb aber schon im Jahr 1827.
Rappard verfasste ein Handbuch zur Belehrung der Landwehr-Subaltern-Offiziere über ihre Berufs- und Dienstpflichten (zwei Auflagen, 1818 und 1823).